# Anthony Claggett
Anthony Paul Claggett (né le 15 juillet 1984 à Hemet, Californie, États-Unis) est un lanceur  droitier des Ligues majeures de baseball jouant dans l'organisation des Pirates de Pittsburgh.

## Carrière
Joueur à l'Université de Californie à Riverside, Anthony Claggett est drafté au 11e tour de sélection par les Tigers de Detroit en juin 2005.
Le 10 novembre 2006, les Tigers échangent Claggett et deux autres lanceurs, Kevin Whelan et Humberto Sanchez, aux Yankees de New York pour faire l'acquisition du vétéran Gary Sheffield.
Claggett fait ses débuts dans les majeures le 18 avril 2009 avec les Yankees. Il ne lance que deux manches et deux tiers en deux apparitions en relève pour cette équipe. Le 24 septembre 2009, il est réclamé au ballottage par les Pirates de Pittsburgh, pour qui il n'effectue qu'une seule sortie d'une manche en fin de saison.
En 2010 et 2011, Claggett évolue en ligues mineures dans l'organisation des Pirates.